# AHO Ausschuss der Verbände und Kammern der Ingenieure und Architekten für die Honorarordnung

Logo

Der AHO – Ausschuss der Verbände und Kammern der Ingenieure und Architekten für die Honorarordnung e.V., hervorgegangen aus dem 1923 gegründeten AGO, ist der Zusammenschluss von 44 Ingenieur- und Architektenorganisationen zur Vertretung und Koordination der Honorar- und Wettbewerbsinteressen von Ingenieuren und Architekten. Seine Geschäftsstelle ist in Berlin. Die von ihm herausgegebene Schriftenreihe wird von Architekten und Ingenieuren zur Bestimmung von Honoraren genutzt und auch vom Bundesgerichtshof zitiert.

## Ziele
Der AHO setzt sich für den Erhalt und die Weiterentwicklung der Honorarordnung für Architekten und Ingenieure – HOAI sowie die Fortentwicklung des Vergabe-, des Architekten- und des Ingenieurvertragsrechts ein.  Hierfür beteiligt er sich u. a. an Gesprächen mit der Politik. Tragende Elemente der Facharbeit des AHO sind seine Fachkommissionen und Arbeitskreise, in denen schwerpunktmäßig die Grüne Schriftenreihe erarbeitet wird. Zudem führt der AHO in Zusammenarbeit mit dem unabhängigen Institut für Freie Berufe (IFB) an der Friedrich-Alexander-Universität Erlangen-Nürnberg jährlich eine Umfrage zur wirtschaftlichen Lage der Ingenieure und Architekten durch und präsentiert die Ergebnisse auf der AHO-Herbsttagung. Die Ergebnisse der Umfrage fließen in den AHO-Stundensatzrechner ein, der als Online-Tool eine individuelle Stundensatzkalkulation ermöglicht. Der AHO ist Mitglied im Bundesverband Freier Berufe, dem Forum-Vergabe sowie dem Deutschen Baugerichtstag.

## Fachkommissionen und Arbeitskreise
In den Fachkommissionen und Arbeitskreisen erfolgt die inhaltliche Arbeit des AHO in Form von Diskussionen über Grundsatzfragen zum Honorarrecht, die bestehenden Leistungsbilder der HOAI und ihre Weiterentwicklung sowie die Entwicklung neuer Leistungsbilder. Sie bestehen aus Ingenieuren und Architekten, deren Arbeit ehrenamtlich erfolgt. Die Ergebnisse dieser ehrenamtlichen Arbeit finden sich u. a. in den Heften der Grünen Schriftenreihe des AHO wieder.

### Fachkommissionen
(Quelle: )
- Abfallwirtschaft
- Akustik und Thermische Bauphysik
- Baufeldfreimachung/Altlasten
- Baulogistik
- Baustellenverordnung
- Brandschutz
- Fassadenplandung
- Geoinformationssysteme
- Geotechnik
- Ingenieurbauwerke/Tragwerksplanung
- Konfliktmanagement beim Planen, Bauen und Betreiben von Bauten und Anlagen
- Landschaftsplanung
- Nachhaltigkeitszertifizierung
- Objektplanung Freianlagen
- Objektplanung Gebäude und Innenräume
- Planen und Bauen im Bestand
- Projektsteuerung/Projektmanagement
- Stadtplanung
- Technische Ausrüstung
- Verkehrsanlagen
- Vermessung
- Wasserwirtschaft

### Arbeitskreise
(Quelle: )
- Barrierefreies Bauen
- Building Information Modeling
- Energieeinsparverordnung
- HVA F-StB
- Oberflächennahe Geothermie
- Tiefe Geothermie
- Vergabe freiberuflicher Leistungen

## Schriftenreihe
Der AHO ist Herausgeber einer Schriftenreihe (bekannt als „Grüne Hefte“). Sie sollen als unverbindliche Praxishilfen zur Leistungsbeschreibung und Honorarkalkulation dienen. Seit 1987 werden die Beratungsergebnisse der mit Ingenieuren, Architekten und Stadtplanern interdisziplinär besetzten Arbeitsgremien in der „Grünen Schriftenreihe“ veröffentlicht. In der  AHO-Schriftenreihe werden Besondere Leistungen als Anwendungshilfe für Auftragnehmer und Auftraggeber in dem jeweiligen Einzelfall praxisnah beschrieben und regelmäßig aktualisiert. Außerdem werden für in der HOAI nicht geregelte Bereiche wie zum Beispiel Leistungen im Bereich des Brandschutzes eigene Honorierungsmodelle entwickelt, die sich an der Struktur der HOAI orientieren.

## Fachkommission Projektsteuerung/Projektmanagement
1996 erarbeitete die Fachkommission Projektsteuerung/Projektmanagement unter dem Titel „Untersuchungen zum Leistungsbild, zur Honorierung und zur Beauftragung von Projektmanagementleistungen in der Bau- und Immobilienwirtschaft“ Leistungsbilder und Vergütungsempfehlungen für das Projektmanagement. Diese wurden und werden von der öffentlichen Hand und privaten Auftraggebern verwendet und stellen quasi einen anerkannten Standard dar. Die aktuelle Fassung erschien im März 2020 (Heft 9 der AHO-Schriftenreihe).
Der AHO-Vorschlag sieht ein – unter Bezug auf die HOAI-Phasen – in fünf Projektstufen gegliedertes Leistungsbild vor. Jede einzelne Projektstufe wird nach fünf Handlungsbereichen unterteilt, für die Grundleistungen und Besondere Leistungen definiert sind. Hierbei gelten die Vorschläge des Entwurfes für die folgenden Investitionsarten:
- Hochbauten,
- Ingenieurbauwerke,
- Verkehrsanlagen,
- Anlagenbauten,
- Altlastensanierung inklusive Abbruch, Rückbau, Wiederverwendung und Verwertung.